# Yves Jégo
Pour les articles homonymes, voir Jégo.
Yves Jégo, né le 17 avril 1961 à Besançon (Doubs), est un homme politique et un homme d'affaires français.
Il a notamment été maire de Montereau-Fault-Yonne, président de la communauté de communes des Deux Fleuves, secrétaire d'État chargé de l'Outre-Mer dans le gouvernement Fillon II, président par intérim de l'UDI, vice-président du Parti radical et député de la troisième circonscription de Seine-et-Marne de 2002 à 2018.

## Situation personnelle

### Famille
Yves Jégo est marié à Ann-Katrin Jégo (conseillère de Paris entre 2014 et 2020 siégeant au sein du groupe UDI-MoDem puis Agir, élue dans le 16e arrondissement de Paris). Le couple a quatre enfants.

### Formation
Il est titulaire d'une maîtrise de droit, obtenue en 1983, et d'un DEA d'études politiques de l'université Panthéon-Assas, obtenu en 1985.

### Carrière professionnelle
Yves Jégo est consultant en ressources humaines. Il exerce par la suite diverses activités professionnelles :
- de 1998 à 2002, il est directeur de développement du cabinet de ressources humaines Light Consultants, spécialisé dans le recrutement des collectivités territoriales ;
- il cofonde en 2000 Timée Éditions avec Christophe Barge ;
- il cofonde en 2008 Squan Éditions ;
- en septembre 2010, il prête serment d'avocat au barreau de Paris au bénéfice de l'article 11 de la loi no 71-1130 du 31 décembre 1971[4]. Il collabore au cabinet BCTG[5].

En juin 2022, il devient délégué général du groupe AVEC.

## Parcours politique

### Débuts
Yves Jégo devient en 1986 chef de cabinet du maire de Montereau-Fault-Yonne Claude Eymard-Duvernay. À la suite du changement de majorité à la mairie en 1989, il devient conseiller municipal d'opposition et est nommé directeur du comité de développement économique de l'Essonne, dont le conseil général est dirigé par Xavier Dugoin (1989-1992). En 1992, il est nommé directeur de cabinet de Jean-François Mancel, président du conseil général de l'Oise, poste qu'il occupe jusqu'en 1998.
En 1995, il est élu maire de Montereau, succédant au socialiste Alain Drèze. En tant que maire, Yves Jégo a notamment engagé la rénovation du quartier de la ville haute, Surville, recourant à la démolition-reconstruction et à la réhabilitation-résidentialisation, grâce notamment à la participation importante de l'agence nationale pour la rénovation urbaine (ANRU). Il mène également une politique d'accession, que ce soit à la propriété (maisons à 15 € par jour), à la culture (pass musical au Conservatoire pour les enfants à 2 € par mois, sorties culturelles à 1 € par jour) ou aux loisirs (journées de vacances à la mer à 1 € par jour).
Au RPR, Yves Jégo est secrétaire national chargé des communes entre 1996 et 1997. En mars 1998, il est élu conseiller général RPR de Seine-et-Marne, dans le canton de Montereau-Fault-Yonne. L'élection est annulée par le Conseil d'État le 17 septembre 1999, à la suite d'un jugement du tribunal administratif de Melun du 20 octobre 1998 relatif à la saisine de la Commission nationale des comptes de campagne et des financements politiques qui frappe Yves Jégo d'inéligibilité aux fonctions de conseiller général.

### Député UMP
Réputé alors être proche de Nicolas Sarkozy, il est élu député le 16 juin 2002, pour la XIIe législature (2002-2007), dans la troisième circonscription de Seine-et-Marne. Membre du groupe UMP à l'Assemblée nationale, il participe en 2002 à la réunion de relance du courant Debout la République, à tendance gaulliste et souverainiste, de Nicolas Dupont-Aignan : il est l'un de ses vice-présidents. Leurs interprétations du gaullisme étant sensiblement différentes, le rapprochement n’aura pas lieu[réf. souhaitée]. Il est nommé au Haut Conseil à l'intégration, poste qu'il occupe jusqu'en 2006.
Au sein de l'UMP, il est secrétaire national chargé des nouveaux adhérents entre décembre 2004 et 2007. Pendant la campagne de l'élection présidentielle française de 2007, Yves Jégo conseille Nicolas Sarkozy sur les dossiers liés à Internet.
Yves Jégo est réélu député dans la 3e circonscription de Seine-et-Marne en juin 2007 face à Sami Naïr.

### Secrétaire d'État chargé de l'Outre-mer
Yves Jégo est nommé secrétaire d'État chargé de l'Outre-mer dans le second gouvernement Fillon le 18 mars 2008, à la suite de sa nomination son suppléant Gérard Millet siège à l'Assemblée nationale.
Il s'oppose au président du conseil régional de La Réunion Paul Vergès à propos des crédits de la continuité territoriale. Il est critiqué par les membres de l'Observatoire des prix de la Réunion, selon qui les mesures prévues par le gouvernement n'amélioreront pas le pouvoir d'achat des Réunionnais.
Lors de la crise en Guadeloupe, en février 2009, alors qu'il avait assuré rester sur place tant que la situation ne serait pas revenue au calme, il est rappelé à Paris par François Fillon, chef du gouvernement.
Parallèlement, il a poursuivi le processus législatif engagé depuis 2008 (projet de loi déposé le 23 juillet 2008), concernant la loi pour le développement économique des outre-mer (LODEOM), définitivement adoptée le 13 mai 2009. Cette loi prévoit notamment la possibilité pour l'État de réglementer les prix de produits ou de familles de produits de première nécessité. Elle crée des zones franches d'activités à fortes réductions fiscales.
Le 23 juin 2009, il quitte le gouvernement, éviction qu'il attribue aux pressions du patronat béké mais qui serait surtout due à la crise aux Antilles, Yves Jégo ayant attendu douze jours après son déclenchement pour se rendre sur le terrain. Il est prévenu de son départ moins d'une heure avant l'annonce du remaniement ministériel. Après son éviction du gouvernement, il choisit de retrouver son siège de député. Gérard Millet redevient suppléant d'Yves Jégo.

### Responsable radical
Il adhère au Parti radical en juillet 2009 et en devient l'un des vice-présidents. Il est également président de la Fédération nationale des Clubs Perspectives et Réalités.
Candidat à l'investiture UMP pour la tête de liste aux élections régionales de 2010 face à Roger Karoutchi et Valérie Pécresse, il décide finalement de se retirer de la course pour ne pas « briser l'unité au sein de la majorité ».
Rallié à Valérie Pécresse, il prend la tête de liste en Seine-et-Marne et est élu conseiller régional d'Île-de-France le 21 mars 2010. En vertu de la loi sur le cumul des mandats, M. Jégo avait un mois à la suite de son élection au conseil régional d'Île-de-France pour abandonner son mandat de député ou un de ses deux mandats locaux de maire et de conseiller régional. Le Front national ayant déposé un recours en annulation de l'élection régionale, il continue de cumuler ces trois mandats jusqu'à sa démission du Conseil régional en juillet 2011,.

### Aux côtés de Jean-Louis Borloo
Le 12 mai 2011, il quitte l'UMP pour « construire une force nouvelle avec Jean-Louis Borloo ». Il participe ainsi à la fondation de l'Alliance républicaine, écologiste et sociale dont il devient membre de la direction nationale. Il dispose également d'un micro-parti, Mieux Vivre Ensemble (MVE), auparavant Mouvement des Seine-et-Marnais (MdSM).
Yves Jégo est un des neuf députés du groupe UMP à voter la proposition de loi du Parti socialiste visant à ouvrir le mariage aux couples de même sexe le 14 juin 2011.
En août 2011, il prend la tête d'une liste centriste pour les élections sénatoriales en Seine-et-Marne du 25 septembre 2011. La constitution de cette liste est critiquée par l'UMP qui lui reproche de faire le jeu de la gauche en divisant la droite. Son bras droit, membre de l'UMP, est ainsi suspendu de ses fonctions à l'UMP. En concurrence avec une autre liste centriste, celle menée par Gérard Ruffin du Nouveau Centre, la liste Jégo obtient 11,08 % des voix et aucun siège.
Le 6 novembre 2011, Yves Jégo, prenant acte de l'abandon de Jean-Louis Borloo dans la course à l'élection présidentielle de 2012, constate que l'« ARES est morte avant d'avoir vécu » et enjoint au Parti radical de « s'engager derrière Nicolas Sarkozy ».
Le 17 juin 2012, Yves Jégo est réélu député dans la 3e circonscription de Seine-et-Marne face à Patricia Inghelbrecht (Parti socialiste). Il rejoint le groupe parlementaire centriste de l'Union des démocrates et indépendants, créé par Jean-Louis Borloo le 26 juin 2012.

### Au sein de l'UDI
Le 21 octobre 2012, le parti UDI est créé et Yves Jégo en devient le délégué général.
Le 12 février 2013, il est parmi les quatre députés sur 29 de l'Union des démocrates et indépendants à voter la loi ouvrant le mariage aux couples de personnes de même sexe à l'Assemblée nationale.
En mars 2014, Yves Jégo devient directeur de la campagne des élections européennes pour l’UDI.
Lors des élections municipales de 2014, la liste qu'il conduit l'emporte au premier tour à Montereau-Fault-Yonne avec 77 % des suffrages exprimés. Entre les deux tours, Yves Jégo plaide pour un front républicain et une « frontière infranchissable » avec le Front national.
Il démissionne le 25 juin 2014 de la présidence par intérim de l'UDI pour se présenter à l'élection interne, formant un tandem avec Chantal Jouanno ; ils terminent à la troisième place. Il est nommé 1er vice-président après l'élection de Jean-Christophe Lagarde au poste de président, le 13 novembre 2014.
En septembre 2015, il annonce son ralliement à la candidature de Bruno Le Maire à la primaire de la droite et du centre prévue pour fin 2016. En septembre 2016, il est nommé avec plusieurs autres personnalités politiques conseiller politique de la campagne.
Le 1er mars 2017, dans le cadre de l'affaire Fillon et après le départ de Bruno Le Maire de l'équipe de campagne de François Fillon, il lâche à son tour le candidat LR à la présidentielle.
Lors des élections législatives de juin 2017, il est réélu député face au candidat du Front national.
Yves Jégo annonce au journal Le Parisien le 18 juin 2018 qu'il compte mettre un terme à sa carrière politique — et par conséquent à son mandat parlementaire — le 15 juillet, tout en restant conseiller municipal de Montereau-Fault-Yonne jusqu'au terme de la mandature. Il indique son souhait de s'impliquer dans le « développement durable en dirigeant une belle start-up innovante dans le secteur de la transition énergétique [et qu'il] arrive à un moment de [sa vie où il veut] être le plus utile possible pour l’intérêt général ». Cette démission annoncée implique la nécessité d'un choix pour Jean-Louis Thiériot, son député-suppléant, mais qui a depuis été élu président du conseil départemental de Seine-et-Marne. La réglementation limitant le cumul des mandats en France lui interdisant d'exercer simultanément les deux mandats, il doit donc démissionner de l'un d'eux, entraînant l'organisation d'élections pour pourvoir le mandat abandonné,.

### Tentative de retour en politique
En janvier 2020, après moins de deux ans de retrait de la vie politique, Yves Jégo annonce se porter candidat aux élections municipales à Montereau-Fault-Yonne, ville dont il a été maire et dont il est, au jour de sa candidature, toujours adjoint auprès de son successeur James Chéron. Ce dernier étant officiellement investi par leur parti commun, l'UDI, Yves Jégo dépose une liste qui se voit attribuer la nuance divers droite. À l'issue d'une campagne virulente, il arrive en deuxième position du premier tour, avec 41,2 % des suffrages, contre 48,1 % pour James Chéron. Il perd le second tour après avoir recueilli 46,4 % des suffrages.

## Action politique

### Marque «Origine France Garantie»
Missionné par le président de la République française Nicolas Sarkozy à l'automne 2009 pour réfléchir à la défense des emplois français face à la mondialisation, Yves Jégo rend un rapport en mai 2010 (« En finir avec la mondialisation anonyme - La traçabilité au service des consommateurs et de l’emploi »). Parmi ses propositions, figure la création d'une mention plus exigeante que la mention valorisante « made in ». Dans la foulée, le parlementaire crée l'association Pro France, destinée à « promouvoir la marque France ». La marque de certification Origine France Garantie est officiellement présentée devant l'Assemblée nationale le 19 mai 2011. C'est l’unique label qui certifie l’origine française d’un produit. Il assure aux consommateurs la traçabilité du produit en donnant une indication de provenance claire et objective. Le label est, transversal (tout secteur confondu) et incontestable (la certification, obligatoire, est réalisée par un organisme certificateur indépendant).
En octobre 2020, il est annoncé comme animateur d'une nouvelle émission mensuelle sur Public Sénat, Cocorico, destinée à promouvoir le made in France. Sans remettre en cause son engagement sur le sujet, la société des journalistes de la chaîne regrette ce choix, estimant que son nom « reste associé à la droite et au centre, ce qui risque, évidemment, de donner une couleur politique à la chaîne, par sa simple présence à l'antenne ».

### Parc Napoléon
En janvier 2012, Yves Jégo annonce son projet d'ouvrir dans son département un parc à thèmes consacré à Napoléon Bonaparte. En mai 2017, avec 56 hectares il présente les plans du parc qui devrait ouvrir en 2023 situé sur la ZAC du Moulin dans la commune de Marolles-sur-Seine.

### Edward Snowden
Le 11 mai 2014, Yves Jégo dépose à l'Assemblée nationale une proposition de résolution pour accorder l'asile à Edward Snowden et le proclamer citoyen d'honneur,. Il souligne que « les révélations d'Edward Snowden ont montré que les collectes massives d'informations par l'Agence nationale de sécurité […] dépassaient le cadre de la lutte nécessaire contre le terrorisme ou les autres risques géopolitiques » et précise que ce « lanceur d'alerte » a permis « d'informer le grand public de ces dérives, en plaçant l'intérêt général et l'éthique au-dessus de la raison d'État »,.

### Menu végétarien
Au lendemain du rejet du recours contre la suppression du menu sans porc dans les cantines de Chalon-sur-Saône, Yves Jégo souhaite déposer une proposition de loi pour rendre obligatoire la présence d'un menu végétarien dans les cantines scolaires. Le 14 octobre 2015, il dépose à l'Assemblée nationale une proposition de loi relative à la mise en place d’une alternative végétarienne dans les cantines scolaires. Parmi les cosignataires de la proposition de loi figurent les députées écologistes Cécile Duflot, Laurence Abeille et Isabelle Attard. Dans la foulée, Yves Jégo lance une pétition qui recueille 150 000 signatures. « Ce succès populaire inattendu prouve s'il en était besoin l'actualité de cette question et m'amène à vous solliciter pour que le gouvernement prenne en compte ce sujet qui répond à plusieurs préoccupations », a écrit Yves Jégo dans un courrier envoyé à Manuel Valls. Finalement, cette proposition de loi n’a pas été inscrite à l’ordre du jour de l’Assemblée Nationale en raison du refus du Gouvernement, pour autant de nombreux maires se sont engagés volontairement dans ce dispositif. Dans la ville de Montereau-Fault-Yonne, en Seine-et-Marne, la municipalité a décidé de proposer systématiquement au moins un menu végan dans les 9 cantines scolaires que compte la commune. Au total, 20 % des repas consommés sont végétariens. Une dynamique que Nicolas Hulot souhaite étendre à toutes les communes en 2018.

### Assises du produire en France
Pendant l'été 2015, il lance avec l'ancien ministre de l'Économie socialiste Arnaud Montebourg « Les assises du produire en France ». Les 8 et 9 septembre 2016 se tiennent la deuxième édition des Assises du Produire en France à Reims. En 2017, le ministre de l'Économie Bruno Le Maire est venu défendre les mesures fiscales du gouvernement et glisse : « Je ne suis pas venu avec une marinière mais avec ma Peugeot 5008… ».

## Détail des fonctions et des mandats

### Au niveau local
- 21 mars 1990 - juin 1995 : conseiller municipal de Montereau-Fault-Yonne
- juin 1995 - juillet 2017 : maire de Montereau-Fault-Yonne
- 1er janvier 2003 - 11 avril 2016[74] : président de la Communauté de communes des Deux Fleuves
- 22 mars 1998 - 22 octobre 1999 : conseiller général du Canton de Montereau-Fault-Yonne
- du 22 mars 2010 à juillet 2011 : conseiller régional d'Île-de-France
- depuis le 18 juin 2018 : conseiller municipal de Montereau-Fault-Yonne[75]

### Au Parlement
- 19 juin 2002 - 15 juillet 2018 : député, élu dans la 3e circonscription de Seine-et-Marne
- 16 janvier 2018 - 15 juillet 2018 : vice-président de l'Assemblée nationale[76]

### Au gouvernement
- 18 mars 2008 - 23 juin 2009 : secrétaire d'État chargé de l'Outre-mer, auprès de la ministre de l'Intérieur, de l'Outre-mer et des Collectivités

### Autres responsabilités
- Président du conseil d'administration de la société d'économie mixte Sud Développement[77] (anciennement SODAME : Société d'Aménagement et de Développement de Montereau et des Environs) depuis 1995. Cette société propose du support juridique de programmes dans le domaine de l'immobilier.
- Président de l'office public de l'habitat « Confluence Habitat » qui gère plus de 3 000 logements de la ZUS de Montereau-Surville[78].
- Depuis 1996, cofondateur et président de l'association « Entreprendre Villes et quartiers », vouée à la promotion des zones franches urbaines.
- Fondateur en 2001 et président de l'association la Seine en partage vouée à la promotion économique et culturelle de la Seine.
- Président de l'Établissement public national d'aménagement et de restructuration des espaces commerciaux et artisanaux du 13 décembre 2007 au 13 mars 2008.
- Cofondateur et président du Syndicat de traitement des déchets ménagers du sud Seine-et-Marne (SYTRADEM) de 2002 à 2014[79].
- Fondateur en 2005 et président de l'« Association française d’accession populaire à la propriété (AFAP) », brièvement nommée « Association des maisons à 100 000 euros ». Son but est d'aider les municipalités à bâtir des « maisons à 100 000 € » et de les vendre à des ménages modestes.
- Depuis 2007, président de l'École de la deuxième chance du sud de la Seine-et-Marne (E2C77)[80].
- Depuis 2010, fondateur et président de l'association Pro France, chargée de promouvoir France comme marque commerciale et un label officiel français « Origine France Garantie ».
- Depuis 2021, cofondateur et président de la startup In France, développant l'Indice de Résonance Territoriale des entreprises françaises dans un objectif de favoriser les relocalisations et les circuits courts.

### Cumul des mandats et des fonctions

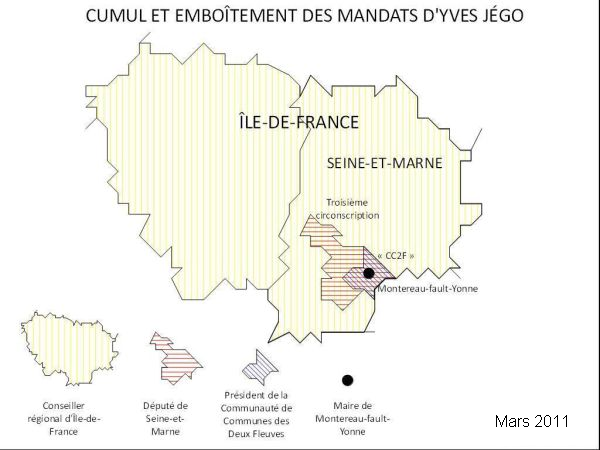
Carte montrant l'emboitement géographique de mandats cumulés en 2011 par le député.

En septembre 2013, le « palmarès des "cumulards" de la République » publié par l'Express, place Yves Jégo en sixième position à l'échelle nationale et en première position en Île-de-France en matière de cumul des mandats et des fonctions. Quelques jours plus tard, l’Express rectifie son classement en constatant qu’Yves Jégo ne détient pas 10 mais 5 fonctions. Il passe ainsi de la 6e à la 48e place du classement.

## Plaintes déposées par Yves Jégo

### Plainte contre deux blogueurs (juin 2007)
Le 18 novembre 2007, Yves Jégo perd le procès qu'il intente contre Frédéric Maupin et Jean-Luc Pujo, mettant en cause les auteurs d'un site où il était notamment qualifié de « menteur » et de « manipulateur » lors de la campagne pour les législatives de juin 2007. Yves Jégo fait appel de ce jugement, mais le 2 juillet 2009 la Cour d'appel de Paris le déboute en confirmant le jugement de première instance.

### Plainte contre Yves Poey pour diffamation et injure (février 2008)
Yves Jégo porte plainte pour diffamation et injure contre le blogueur Yves Poey, militant socialiste local. En première instance, le 13 mars 2008, Yves Jégo obtient la condamnation du blogueur à 200 € d'amende pour diffamation. Ce dernier ayant fait appel mais Yves Jégo n'ayant pas fait de même dans les délais, la 11e chambre d'appel de Paris ne l'a pas autorisé à être présent en appel. Yves Jégo saisit la Chambre criminelle de la cour de Cassation, qui rejette le 1er septembre 2009 le pourvoi qu'il a formulé. Le 27 mai 2010, la Cour d'appel de Paris déboute Yves Jégo de sa plainte contre Yves Poey.

### Plainte contre Yves Poey pour diffamation publique envers un citoyen chargé d'un mandat public (février 2010)
Le 9 février 2010, Yves Jégo attaque à nouveau en justice le blogueur monterelais Yves Poey, pour « diffamation publique envers un citoyen chargé d'un mandat public » pour un commentaire publié sur son blog. Le 27 mai 2011, le Président chargé de l'instruction au Tribunal de grande instance de Paris rend une ordonnance de non-lieu pour charges insuffisantes à l'encontre d'Yves Poey,.

## Ouvrages
Yves Jégo a signé ou cosigné plusieurs ouvrages :

### Romans historiques
- 1661 (avec Denis Lépée), Timée-Éditions, 2005
- La Conspiration Bosch (avec Denis Lépée), Timée-Éditions, 2006
- 1807, (avec Valéry-Philippe Morron), Timée-Éditions, 2011.  (ISBN 978-2-35401-283-0)

### Essais politiques
- De Gaulle, L'esprit du possible, Timée-Éditions, 2007
- Dictionnaire impertinent de l'Île-de-France, Éditions de l'Archipel, 2009 (Source EDITSTAT)
- 15 mois et 5 jours entre faux gentils et vrais méchants (Avec Muriel Grémillet), Grasset, 2009
- Marine Le Pen arrivera au pouvoir. Sauf si…, First, 2014

### Essai historique
- La campagne de France : 1814, Taillandier, 2013.  (ISBN 979-1021001534)